# 西蔭浩子
西蔭 浩子（にしかげ ひろこ)は、日本の英語教育学者、大正大学特任教授。

## 略歴
1950年ころの生まれ。1973年獨協大学外国語学部英語科卒、1996-2002年コロンビア大学大学院言語教育研究科英語教授法修士課程、1997年大正大学文学部助教授、2002年教授、2010-2013年同表現学部教授・学部長。2017年特任教授。NHK教育テレビ『英語が伝わる!100のツボ』（2008年）、『3か月トピック英会話　栗原はるみの挑戦　こころを伝える英語』（2006年）、『3か月トピック英会話 TOKYOまちかどリスニング』（2006年）、「ミニ英会話・とっさのひとこと」の講師を務めた。

## 著書
- 『日本語教室の窓から』研究社出版 1993
- 『TOEIC直前総合対策 (TOEIC徹底分析シリーズ)』ジャパンタイムズ 1997
- 『The Japan Times必修ボキャブラリーTOEFL test』ジャパンタイムズ 1998
- 『ワードマックス 英語必修ボキャブラリ』ジャパンタイムズ 1999
- 『英語リスニングのお医者さん』ジャパンタイムズ 2002
- 『英語スピーキングのお医者さん』ジャパンタイムズ 2003
- 『とっさのひとこと NHKミニ英会話 Honolulu親孝行編』日本放送出版協会 2004
- 『英語リスニングのお医者さん 長文編』ジャパンタイムズ 2004
- 『楽しく覚える海外旅行英会話 とっさのひとこと-San Francisco編 (NHK出版DVD+book)』日本放送出版協会 2006
- 『3段階の発想で英語が伝わる!100のツボ』ジャパンタイムズ 2008
- 『日本人がはまる英会話の落とし穴』旺文社 2009
- 『英語リスニングのお医者さん UNIT 集中治療編』ジャパンタイムズ 2012
- 『英語リスニングのお医者さん 初診編』ジャパンタイムズ 2013
- 『プラスひと言で変わる!あなたの英会話 かんたん!本格!おしゃべりレシピ アウトプットEnglish』スリーエーネットワーク 2013

### 共編著・監修
- 『ビジネス英会話教本』向鎌治郎共著, 文際教育研究所編 グロビュー社 1983
- 『聞けるから話せる!おしゃべり系英語リスニング』トーマス・ディラン共著 小学館 2004
- 『とっさのひとこと NHKテレビミニ英会話 Honolulu親孝行編/San Francisco旅は道連れ編 (語学シリーズ)』監修, 日本放送協会, 日本放送出版協会 編. 日本放送出版協会 2005
- 『とっさのひとこと NHKテレビミニ英会話 Honolulu親孝行編/San Francisco旅は道連れ編 (語学シリーズ) 』監修・執筆, 日本放送協会, 日本放送出版協会 編. 日本放送出版協会 2006
- 『とっさのひとこと NHKテレビミニ英会話 Shibuya友情編/San Francisco旅は道連れ編 (語学シリーズ) 』監修・執筆, 日本放送協会, 日本放送出版協会編 日本放送出版協会 2006
- 『はじめての英語リスニングドリル 4つの「音のルール」を押さえるだけで、驚くほど聞き取れる』 (アルク地球人ムック. アルク英語レスキューシリーズ 監修 アルク 2007
- 『ネイティブの音がわかる英語リスニング : Listen and learn』トーマス・ディラン共著 三修社 2009
- 『英語で話すための日本図解事典』トム・ディラン共著 小学館 2009
- 『Let's go abroad! : Takeshi's journey to the U.S.』萩野谷悦子,田村雅昭, Thomas Dillon共著. センゲージラーニング 2010
- 『レストラン・お店で使う英中韓3か国語きほん接客フレーズ』田村雅昭,平石淑子, 孔令敬, 権在淑共著 研究社 2010
- 『ホテル・旅館で使う英中韓3か国語きほん接客フレーズ』田村雅昭, 平石淑子,孔令敬, 権在淑共著 研究社 2010
- 『英語でガイドする日本』トム・ディラン共著 研究社 2012